# Macrocamptoptera bulgarica
Macrocamptoptera bulgarica is een vliesvleugelig insect uit de familie Mymaridae. De wetenschappelijke naam is voor het eerst geldig gepubliceerd in 1989 door Donev.